# Вентура (Калифорния)
Вентура (англ. Ventura), ранее (до 1891 года) Сан-Бонавентура (англ. San Buenaventura) — город и окружной центр одноименного округа в штате Калифорния. Население города, по данным переписи 2000 года, составляет 100 916 человек. По территории города проходят автомагистрали US 101, SR 33 и SR 126.

## История
До прихода европейцев эта земля была населена коренными американцами — индейцами чумаши.

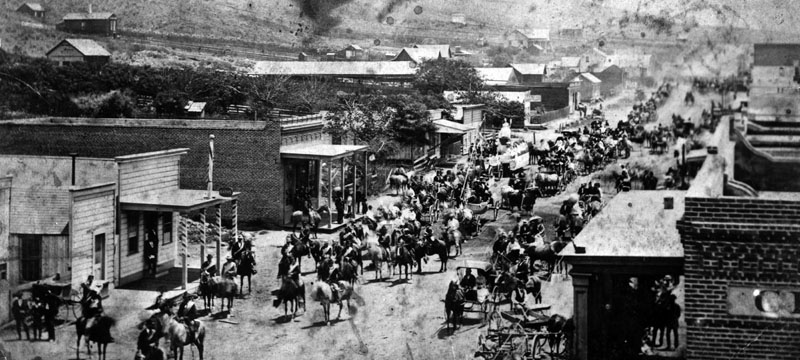
Празднование Дня независимости в городе Вентура, 4 июля 1874 года

Активная оккупация Калифорнии испанцами началась в 1769 году. Гаспар де Портола-и-Ровира организовал экспедицию от Сан-Диего до Монтерея по суше в августе того же года. В составе экспедиции находился монах Хуниперо Серра, будущий основатель католической миссии в этом регионе. 31 марта 1782 года Серра основал миссию Сан-Бонавентура, названную в честь святого Бонавентуры, генерала францисканского ордена. Вскоре миссия переросла в одноимённый город.

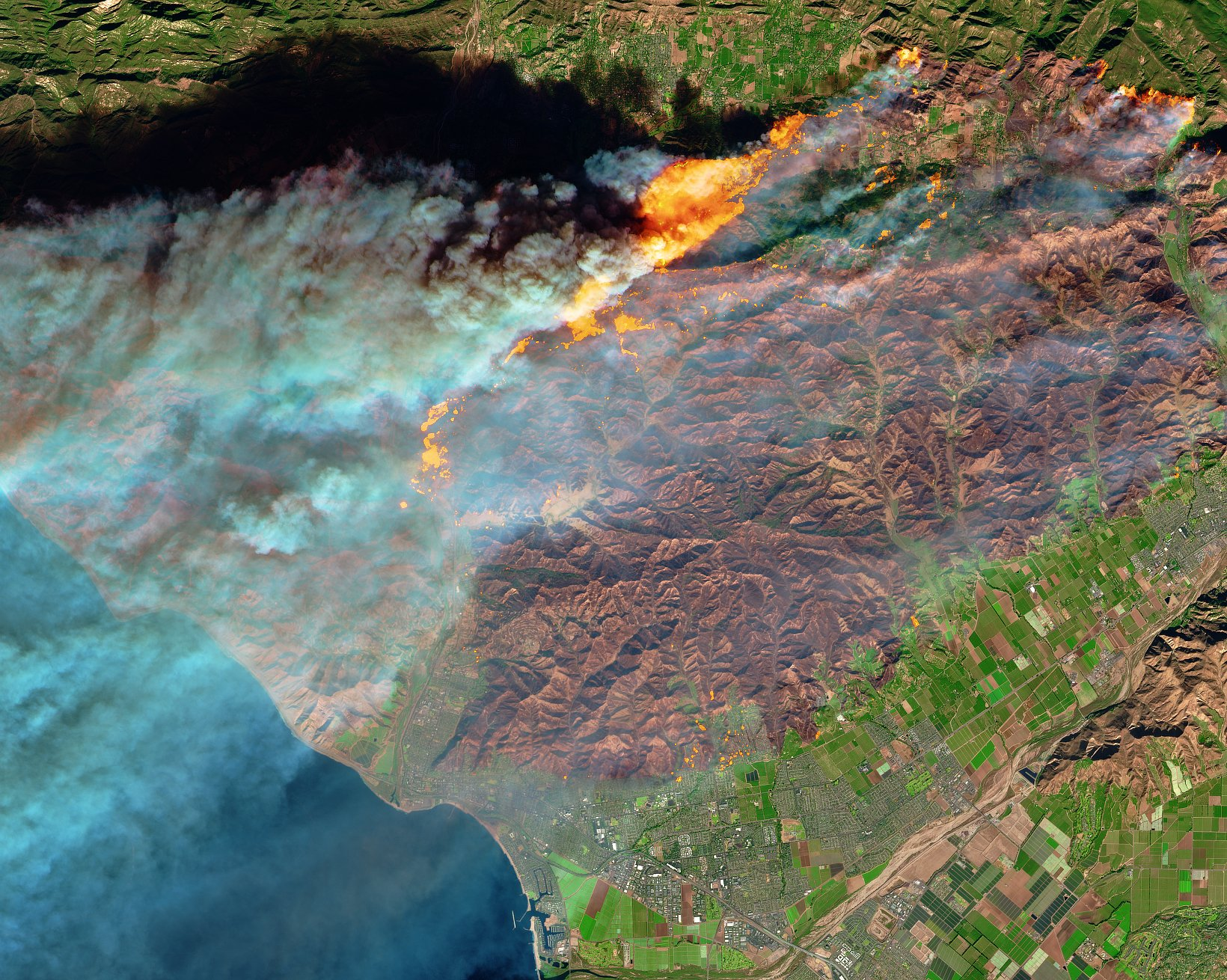
Пожар Томас (2017)

В 1822 году, в результате Мексиканской войны за независимость, Калифорния присоединилась к Мексике. В результате Американо-мексиканской войны по Договору Гвадалупе-Идальго в 1848 году Калифорния отошла к Соединённым Штатам.
1 января 1873 года из округа Санта-Барбара был организован округ Вентура с окружным центром Сан-Бонавентура. В 1891 году Сан-Бонавентура был переименован в Вентура.
В декабре 2017 года город оказался на пути лесного пожара Томас; на тот момент это был крупнейший лесной пожар в современной истории Калифорнии.

## Демография
По данным переписи 2000 года, население Вентуры составляет 100 916 человек, 38 524 домохозяйства и 25 233 семьи, проживающих в городе. Плотность населения равняется 1849,3 чел/км². В городе 39 803 единицы жилья со средней плотностью 729,4 ед/км². Расовый состав города включает 78,8 % белых, 1,4 % чёрных или афроамериканцев, 1,2 % коренных американцев, 3,0 % азиатов, 0,2 % выходцев с тихоокеанских островов, 11,1 % представителей других рас и 4,3 % представителей двух и более рас. 30,4 % из всех рас — латиноамериканцы.
Из 38 524 домохозяйств 32,1 % имеют детей в возрасте до 18 лет, 49,2 % являются супружескими парами, проживающими вместе, 11,7 % являются женщинами, проживающими без мужей, а 34,5 % не имеют семьи. 26,5 % всех домохозяйств состоят из отдельных лиц, в 9,7 % домохозяйств проживают одинокие люди в возрасте 65 лет и старше. Средний размер домохозяйства составил 2,56, а средний размер семьи — 3,12.
В городе проживает 25,0 % населения в возрасте до 18 лет, 7,8 % от 18 до 24 лет, 31,5 % от 25 до 44 лет, 22,8 % от 45 до 64 лет, и 12,8 % в возрасте 65 лет и старше. Средний возраст населения — 37 лет. На каждые 100 женщин приходится 96,9 мужчин. На каждые 100 женщин в возрасте 18 лет и старше приходится 93,8 мужчин.
Средний доход на домашнее хозяйство составил 52 297 $, а средний доход на семью 60 466 $. Мужчины имеют средний доход в 43 828 $ против 31 793 $ у женщин. Доход на душу населения равен 25 065 $. Около 6,4 % семей и 9,0 % всего населения имеют доход ниже прожиточного уровня, в том числе 12,2 % из них моложе 18 лет и 5,3 % от 65 лет и старше.

## География
Общая площадь города равна 84,6 км², из которых 54,6 км² (64,51 %) составляет суша и 30,0 км² (35,49 %) — вода.

## Климат
| Показатель                    | Янв. | Фев. | Март | Апр. | Май  | Июнь | Июль | Авг. | Сен. | Окт. | Нояб. | Дек. | Год  |
| ----------------------------- | ---- | ---- | ---- | ---- | ---- | ---- | ---- | ---- | ---- | ---- | ----- | ---- | ---- |
| Средний суточный максимум, °C | 19,2 | 19,9 | 21,2 | 23,3 | 25,2 | 28,6 | 32,7 | 33,0 | 31,5 | 27,8 | 23,8  | 19,9 | 25,5 |
| Средняя температура, °C       | 10,7 | 11,7 | 12,8 | 14,7 | 16,7 | 19,3 | 22,6 | 22,7 | 21,3 | 18,0 | 14,2  | 11,2 | 16,3 |
| Средний суточный минимум, °C  | 2,2  | 3,4  | 4,4  | 6,2  | 8,3  | 10,1 | 12,5 | 12,3 | 11,2 | 8,2  | 4,6   | 2,4  | 7,2  |
| Норма осадков, мм             | 127  | 127  | 89   | 36   | 10   | 2    |      | 1    | 7    | 17   | 46    | 80   | 543  |
| Источник: weatherbase         |      |      |      |      |      |      |      |      |      |      |       |      |      |